# Avigliano
Avigliano är en ort och kommun i provinsen Potenza i regionen Basilicata i Italien. Kommunen hade 11 350 invånare (2017).